# Mikkeli (Verwaltungsgemeinschaft)

Lage der Verwaltungsgemeinschaft Mikkeli in Finnland

Die Verwaltungsgemeinschaft Mikkeli (finnisch Mikkelin seutukunta) ist eine von drei Verwaltungsgemeinschaften (seutukunta) der finnischen Landschaft Südsavo. Zu ihr gehören die folgenden sechs Städte und Gemeinden:
- Hirvensalmi
- Kangasniemi
- Mäntyharju
- Mikkeli
- Pertunmaa
- Puumala

Haukivuori und Ristiina gehörten bis zu ihrer Eingemeindung nach Mikkeli 2007 bzw. 2013 als eigenständige Gemeinden zur Verwaltungsgemeinschaft Mikkeli. Puumala wechselte zum Jahresbeginn 2009 aus der aufgelösten Verwaltungsgemeinschaft Juva in die Verwaltungsgemeinschaft Mikkeli.